# Arthonia glaucella
Arthonia glaucella är en lavart som beskrevs av Nyl. Arthonia glaucella ingår i släktet Arthonia och familjen Arthoniaceae.   Inga underarter finns listade i Catalogue of Life.